# Lesjtak
Lesjtak (bulgariska: Лещак) är ett distrikt i Bulgarien.   Det ligger i kommunen Obsjtina Madan och regionen Smoljan, i den södra delen av landet, 180 km sydost om huvudstaden Sofia.
I omgivningarna runt Lesjtak växer i huvudsak blandskog. Runt Lesjtak är det ganska tätbefolkat, med 60 invånare per kvadratkilometer.